# 红杨镇
红杨镇，是中华人民共和国安徽省芜湖市湾沚区下辖的一个乡镇级行政单位。

## 行政区划
红杨镇下辖以下地区：
永杨社区、幸福社区、珩琅村、岗山村、罗公村、万寿村、沈公村、高兴村、周桥村、万福村、和平村、先进村、三胜村、兴塘村、香河村、月湾村、东定村、永平村、三义村、团坝村、沿江村、万村村和新桥村。